# Aeroporto di Grosseto
L'Aeroporto di Grosseto (Aeroporto della Maremma "Corrado Baccarini") è la struttura aeroportuale della città di Grosseto. L'aeroporto si trova a ovest della città; l'accesso allo scalo civile è situato in linea d'aria a circa 3 km dal centro storico, mentre l'accesso alla Base Militare "4º Stormo Caccia Intercettori" avviene dalla via Castiglionese nell'immediata periferia della città. È l'aeroporto più grande della regione Toscana e tredicesimo in Italia.
L'aeroporto, intitolato al tenente pilota Corrado Baccarini, è gestito dall'Aeronautica Militare ed in base al Decreto ministeriale del 25 gennaio 2008, pubblicato sulla Gazzetta Ufficiale del 7 marzo 2008, l'aeroporto militare è classificato come MOB (Main Operating Base) del secondo gruppo e come tale l'apertura al traffico civile può essere ampliata a condizione che dall'espansione non derivino limitazioni allo svolgimento dei compiti istituzionali delle Forze armate e nuovi o maggiori oneri a carico del bilancio del Ministero della difesa.
È sede del 4º Stormo dell'Aeronautica Militare e base dei caccia intercettori Eurofighter Typhoon. Tuttavia, soprattutto nella stagione turistica, l'aeroporto è utilizzato come scalo da voli civili charter e privati.

## Storia
La realizzazione dell'infrastruttura aeroportuale propriamente detta iniziò durante la prima guerra mondiale, con la costruzione di una pista adibita al collaudo di velivoli. Nell'area sorgeva l'antica chiesa di Sant'Andrea, costruita tra la fine dell'XI e gli inizi del XII secolo, della cui demolizione non si conoscono tuttora né le cause, né il periodo storico.
Nel 1926 fu effettuato un ampliamento che consentì l'utilizzo dell'infrastruttura per il decollo e l'atterraggio, mentre nel 1935 l'aeroporto passò sotto la gestione della Regia Aeronautica che fece effettuare lavori di allungamento della pista, oltre a costruire fabbricati attorno al campo di volo per ospitare una scuola per piloti.
Nel 1943 l'intera infrastruttura venne bombardata dagli alleati; l'anno successivo vennero effettuati i lavori per ripristinare la funzionalità dell'aeroporto, che però rimase inutilizzato per diversi anni al termine del conflitto mondiale, nonostante continuasse ad essere sede di un distaccamento dell'Aeronautica Militare.
Negli anni cinquanta furono effettuati lavori di ampliamento e di ammodernamento dell'intera infrastruttura aeroportuale, che portò poi alla ripresa delle attività militari e all'inaugurazione dei primi voli civili: sempre in quel periodo, a partire dal 1959 l'aeroporto divenne la sede definitiva del 4º Stormo (aerobrigata fondata nel 1931 presso l'aeroporto di Udine-Campoformido), mentre il 1º giugno 1961 si insediò presso l'aeroporto anche il 9º Gruppo Caccia dell'Aeronautica Militare.
Il 4 novembre 1966 gran parte dell'area aeroportuale venne allagata a causa del grave evento alluvionale che colpì la città di Grosseto e le campagne circostanti.
Mentre l'utilizzo prevalente della base aerea è continuato ad essere di tipo militare, nel corso degli anni sessanta e settanta aumentò il numero di voli civili con un movimento medio annuo di circa 16 000 passeggeri.
Nel 2000 sono stati effettuati lavori di ulteriore ampliamento e ammodernamento con l'inaugurazione della nuova aerostazione. L'aeroporto civile è uno scalo internazionale dotato, su richiesta, dei servizi di dogana ed immigrazione, quindi possono operarvi anche voli provenienti da o diretti verso paesi extra comunitari. La pista, lunga 2 349,50 metri è in grado di accogliere aeromobili di grandi dimensioni, come ad esempio Boeing 737/800 o Airbus A321. Non sono presenti collegamenti aerei regolari, ma solo voli charter stagionali, traffico aerotaxi e di aviazione generale. È gestito dalla società SEAM S.p.A.
Sulla pista del "Corrado Baccarini", l'11 dicembre 2003 si svolse una competizione di velocità al meglio delle tre gare tra la Ferrari di Michael Schumacher e un nuovo aereo "Eurofighter" pilotato da Maurizio Cheli; sull'asfalto umido ebbe la meglio l'"Eurofighter" per 2 a 1, ma la Ferrari del campione tedesco riuscì a tenere testa all'aereo supersonico fino agli ultimi metri.
Il 25 giugno 2017 si è svolta la cerimonia per il centenario Gruppi Caccia dell'Aeronautica Militare. Oltre al 4º Stormo, hanno partecipato componenti del 36º Stormo, del 32º Stormo e del 37º Stormo.
In occasione del centenario dell'Aeronautica Militare, il 12 giugno 2023 un aereo da carico C-130J ha trasportato da Cape Canaveral fino all'aeroporto militare di Grosseto un f-104 smontato, dove è stato successivamente assemblato e fatto volare.